# Ötscher
Großer Ötscher lub po prostu Ötscher – szczyt w Alpach Ybbstalskich, części Północnych Alp Wapiennych. Leży w Austrii, w kraju związkowym Dolna Austria.